# Acanthoscurria chacoana
Acanthoscurria chacoana là một loài nhện trong họ Theraphosidae.
Loài này thuộc chi Acanthoscurria. Acanthoscurria chacoana được miêu tả năm 1909 bởi Brèthes.